# Field of Honor (2014)
L'édition 2014 de Field of Honor est une manifestation de catch en pay-per-view (PPV), produite par la fédération américaine Ring of Honor (ROH), disponible en ligne et sur le site de partages vidéo Ustream. Le PPV s'est déroulé le 15 août 2014 au MCU Park à Brooklyn, dans l'état de New York. Il s'agit de la 1re édition de Field of Honor de l'histoire de la ROH.

## Production

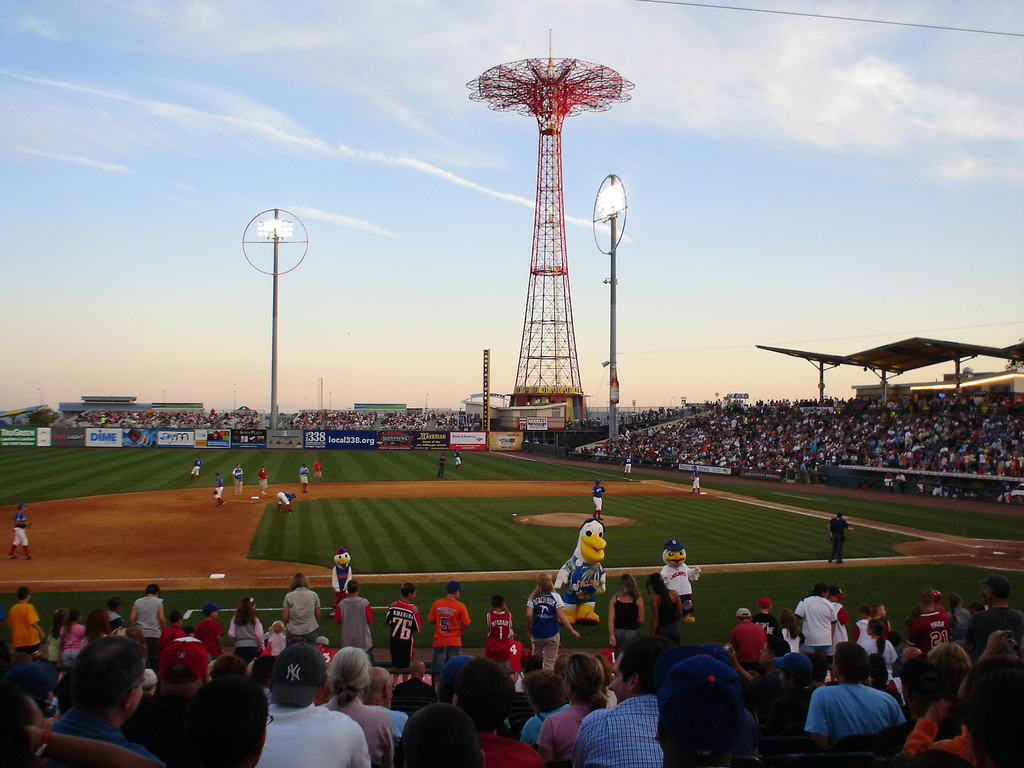
Le MCU Park durant une rencontre de baseball.

Le 21 mai, Joe Koff, chef des opérations de la ROH, annonce cet évènement se déroulera le 15 août pour la première fois à Brooklyn au MCU Park, stade ayant une capacité de 7500 spectateurs où l'équipe de baseball des Cyclones de Brooklyn évolue régulièrement,. Ce spectacle sera disponible en ligne et via Ustream.
Ce show se déroulera deux jours avant le pay-per-view de la WWE, SummerSlam 2014.

## Contexte
Les spectacles de la Ring of Honor en paiement à la séance se composent de matchs aux résultats prédéterminés par les scénaristes de la ROH. Ces rencontres sont justifiées par des storylines - une rivalité avec un catcheur, la plupart du temps - ou par des qualifications survenues au cours de shows précédant l'évènement. Tous les catcheurs possèdent un gimmick, c'est-à-dire qu'ils incarnent un personnage face (gentil) ou heel (méchant), qui évolue au fil des rencontres. Un pay-per-view comme Field of Honor est donc un événement tournant pour les différentes storylines en cours.

### Michael Elgin contre Adam Cole contre A.J. Styles contre Jay Briscoe

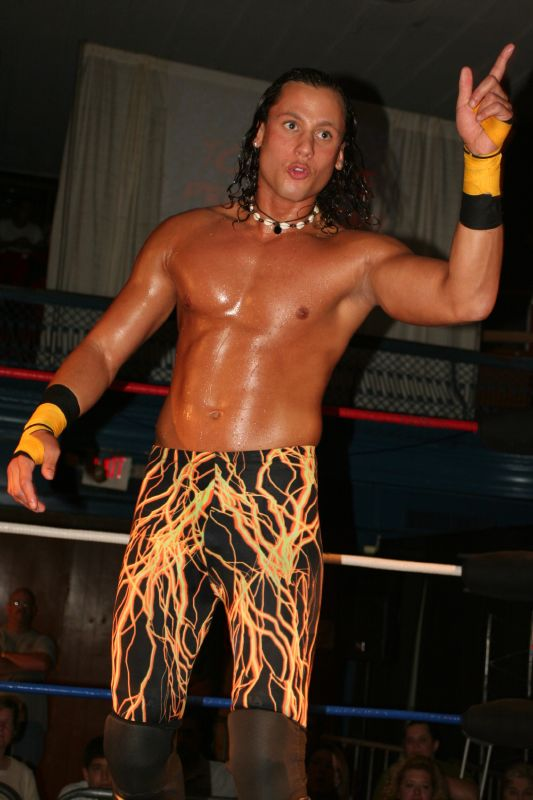
Matt Taven affrontera Jay Lethal dans un match en cage pour le titre de la télévision.

À Best in the World 2014, Michael Elgin bat Adam Cole et remporte le ROH World Championship. Nigel McGuinness a annoncé que Elgin défendrait son titre contre Adam Cole, A.J. Styles et Jay Briscoe.

### Jay Lethal contre Matt Taven
Lors de Global Wars, Jay Lethal conserve son ROH World Television Championship en battant Matt Taven, Tommaso Ciampa et Silas Young. Lors de Best in the World 2014, Jay Lethal bat à nouveau Matt Taven et conserve son titre. Le 18 juillet, Taven se déguise en Romantic Touch et perd contre Jay Lethal pour le titre après avoir été démasqué Le lendemain, Taven se fait éliminer par Lethal dans un Gauntlet match pour une opportunité pour le titre mondial de la ROH, avant de se faire lui-même éliminer par Cedric Alexander. Les deux hommes s'affronteront dans un Steel Cage match pour le titre.

### ReDRagon contre Christopher Daniels et Frankie Kazarian
Le 22 juin, à Best in the World 2014, ils perdent contre les reDRagon (Kyle O'Reilly et Bobby Fish) et ne remportent pas les titres par équipe de la ROH. Le 18 juillet, ils battent Adam Cole et Jay Lethal. Le lendemain, ils battent les Briscoe Brothers, War Machine et Tommaso Ciampa & Rocky Romero et deviennent challengers pour les titres par équipes.

## Matchs
| #                                                                | Matchs, | Stipulation                                                | Durée |
| ---------------------------------------------------------------- | --- | ---------------------------------------------------------- | ----- |
| 1                                                                | Jay Lethal (c) (avec Truth Martini et Seleziya Sparx) bat Matt Taven                                                                                      | Steel Cage match pour le ROH World Television Championship | 12:58 |
| 2                                                                | Mark Briscoe bat Watanabe | Match simple                                               | 6:33  |
| 3                                                                | R.D. Evans & Moose (avec Ramon et Veda Scott (en)) battent Brutal Burgers (Bob Evans (en) & Cheeseburger)                                                 | Tag Team match                                             | 7:38  |
| 4                                                                | Michael Bennett (avec Maria Kanellis) bat Rocky Romero | Match simple                                               | 10:53 |
| 5                                                                | The Decade (en) (B.J. Whitmer, Jimmy Jacobs & Roderick Strong) (avec Adam Page et Tadarius Thomas) battent John Knockout, Ken Phoenix & Will Ferrara (en) | Six Man Tag Team match                                     | 5:31  |
| 6                                                                | Silas Young bat Tommaso Ciampa | Match simple                                               | 11:00 |
| 7                                                                | Cedric Alexander bat ACH | Match simple                                               | 8:59  |
| 8                                                                | ReDRagon (Kyle O'Reilly & Bobby Fish) (c) battent Christopher Daniels et Frankie Kazarian                                                                 | Tag Team match pour le ROH World Tag Team Championship     | 12:35 |
| 9                                                                | Michael Elgin (c) bat Adam Cole, A.J. Styles et Jay Briscoe                                                                                               | Four Corner Survival match pour le ROH World Championship  | 15:29 |
| (c) désigne le(s) champion(s) défendant son titre dans le match. | |                                                            |       |